# Nationaal park Bia
Het Nationaal park Bia is een nationaal park in Ghana. Het werd opgericht in 1974 en heeft een oppervlakte van 563 km². Het park ligt in de regio Western North en is ook een biosfeerreservaat. Het heeft enkele van Ghana's laatste overblijfselen van relatief ongerept bos, compleet met zijn volledige diversiteit aan wilde dieren. Enkele van de hoogste bomen van West-Afrika staan in dit nationale park. Het vormt een dubbel beschermd gebied, het Bia National Park en het Bia Resource Reserve.

## Geschiedenis
Het nationaal park Bia werd opgericht in 1935 en is genoemd naar de rivier de Bia die het gebied afwatert. Het werd een officieel nationaal park in 1974. Intensieve landbouw vernietigde veel van de oorspronkelijke vegetatie in het park. Sinds 1975 hebben er echter geen menselijke activiteiten zoals landbouw of houtkap meer plaatsgevonden. In 1985 werd het park benoemd tot biosfeerreservaat en genomineerd voor de UNESCO werelderfgoed.

## Geografie
Het nationaal park Bia ligt vlakbij de grens met Ivoorkust, de Bia rivier en haar zijrivieren stromen in het Ivoriaanse afwateringsgebied. Het bevindt zich in de overgangszone tussen vochtig-altijdgroene en vochtige halfbladverliezende bostypen. Toegang tot het park vanuit Kumasi is via Bibiani, Sefwi Wiawso naar Sefwi Asempanaye of Goaso via Sankore naar Sefwi Asempanaye. Vanuit Sunyani is het park bereikbaar via Berekum, Wanfi, Adabokrom en Debiso. Vanuit Ivoorkust is het park bereikbaar via Osei Kojokrom en Debiso.

## Fauna
Er leven ongeveer 62 soorten zoogdieren (waaronder 10 soorten primaten: zwart-witte franjeapen, groene franjeapen, rode franjeapen en chimpansees) in het park, en meer dan 189 vogelsoorten, waaronder de bedreigde bruine lijstertimalia, Cassins kuifarend, Finsch' kortpootlijster, gevlekte buulbuul, grijskeelnicator, grijskopblada, grijskopnigrita, kalkoenparelhoen, maskerwielewaal, melancholische specht, Puvels lijstertimalia, vuurbuikspecht, witstaartbuulbuul en zwartkraagagapornis. Het park is aangewezen als Important Bird Area door BirdLife International vanwege het belang voor significante populaties van 114 soorten vogels. Het park is ook het enige bekende thuis van de nieuw ontdekte hagedissensoort Agama africana. In het park leven ook de belangrijkste beschermde bosantilopengemeenschappen van Ghana. De bosolifant en de bongo, waarvan wordt beweerd dat ze zeer bedreigd zijn, komen er voor.